# Marta Sanz
Marta Sanz Pastor (Madrid, 1967. november 14. –) spanyol irodalomkritikus, író és költő. A regények és versek mellett novellákat, esszéket, utazási és véleménycikkeket ír. A Madridi Complutense Egyetemen doktorált, és az Antonio de Nebrija Egyetemen tanít. A Ni hablar kulturális magazin főszerkesztője.

## Művei

### Regények
- El frío (1995)

- Lenguas muertas (1997)

- Los mejores tiempos (2001)

- Animales domésticos (2003)

- Susana y los viejos (2006)

- El canon de normalidad (2006)[2]

- La lección de anatomía (2008)

- Black, black, black (2010)

- Un buen detective no se casa jamás (2012)

- Amour Fou (2013)

- Daniela Astor y la caja negra (2013)

- Farándula (2015)

- Clavícula (2017)

- Retablo (2019)[3]

- pequeñas mujeres rojas (2020)

### Esszék
- No tan incendiario (2014)

- Éramos mujeres jóvenes (2016)

- Monstruas y centauras: nuevos lenguajes del feminismo (2018)

### Költemények
- Perra mentirosa / Hardcore (2010)

- Vintage (2013)

- Cíngulo y estrella (2015)

### Szerkesztések
- Metalingüísticos y sentimentales: antología de la poesía española (1966-2000), 50 poetas hacia el nuevo siglo (2007)

- Libro de la mujer fatal (2009)

- Tsunami. Miradas feministas (2019)

### Gyűjteményes kötetek
- Catálogo del fotógrafo (2002)

- «Mariposas amarillas» (2009)

- «Cigüeñas» (2010)

- Perros, gatos y lémures: Los escritores y sus animales (2011)[3]

- Rusia imaginada (2011)[4]

- Los oficios del libro (2011)[5]

- Relato en negro (2012)[6]

- Nómadas (2013)

- Qué hacemos con la literatura (2013)[7]

- Diez bicicletas para treinta sonámbulos (2013)[8]

- 666 (2014)

- Drogadictos (2017)

- Tríos: Antología de cuentos (2017)[9]

- Querido México (2017)[10]

- Tranquilas. Historias para ir solas por la noche (2019)

- Hombres (y algunas mujeres) (2019)

- Esas que también soy yo (2019)[11]

## Magyarul
- Black, black, black; ford. Lukács Laura; Kossuth, Bp., 2014 (Spanyol krimik)[12]

Rémtörténet és éles társadalomkritika egyben, melyben Marta Sanz lerántja a leplet a velejéig erőszakos és széteső társadalmi rendszerről.

## Díjai, elismerései
- 2001: Premio Ojo Crítico de Narrativa a Los mejores tiemposért

- 2013: Premio Juan Tigre a Daniela Astor y la caja negráért

- 2013: Premio Otra mirada a Daniela Astor y la caja negráért

- 2013: Premio de la Crítica Premiados en poesía a Vintageért

- 2015: Premio Herralde a Faránduláért

## Fordítás
- Ez a szócikk részben vagy egészben  a   Marta Sanz című angol Wikipédia-szócikk ezen változatának fordításán alapul.  Az eredeti cikk szerkesztőit annak laptörténete sorolja fel. Ez a jelzés csupán a megfogalmazás eredetét és a szerzői jogokat jelzi, nem szolgál a cikkben szereplő információk forrásmegjelöléseként.